# Rocky III
Rocky III je američki športski film snimljen 1982. godine u režiji Sylvestera Stallonea koji u njemu igra naslovnu ulogu.

## Radnja
Nakon što je pobijedio Apolla Creeda i postao boksački prvak u teškoj kategoriji, Rocky Balboa uživa u lagodnom životu zvijezde i sveameričkog idola. Nakon deset uspješnih obrana titule, vjeruje kako je se dovoljno dokazao i da mu u je vrijeme za mirovinu. Međutim, pojavljuje se razorna mlada nada Clubber Lang, koji kao prvi izazivač traži priliku da se bori s Rockyjem. Prvak je očekivano ponosan i ne odbija izazov te trenira s menadžerom Mickeyjem. Prije meča Mickey Goldmill strada u naguravanju te Rocky ulazi u borbu zabrinut i bez trenera u kutu. Lang pobjeđuje u meču, a Rocky je pretučen i osramoćen. Pada u depresiju i nema dovoljno samopouzdanja za uzvratni meč, ali pojavljuje se njegov bivši protivnik Apollo Creed koji mu nudi pomoć. Rocky prihvaća te uskoro počinje naporno trenirati pod Apollovim vodstvom i pokušava vratiti izgubljeni ponos i mentalnu snagu.

## Vanjske poveznice
- Rocky III na IMDb-u
- Official Rocky Anthology Site  Arhivirana inačica izvorne stranice od 21. srpnja 2009. (Wayback Machine)
- Rocky III na Rotten Tomatoes
- Rocky III na AllMovie